# 累积量
在概率论和统计学中，一个概率分布的累积量κn是指一系列能够提供和矩一样的信息的量。累积量和随机变量的矩密切相关。如果两个随机变量的各阶矩都一样，那么它们的累积量也都一样，反之亦然。
对于随机变量{\displaystyle X}而言，一阶累积量等于期望值{\displaystyle E(x)}，二阶累积量等于方差{\displaystyle V(x)}，三阶累积量等于三阶中心矩{\displaystyle S(x)}，但是四阶以及更高阶的累积量与同阶的中心矩并不相等。在某些理论推导中，使用累积量更加方便。特别是当两个或者更多的随机变量相互独立时，它们的
{\displaystyle n}阶累积量的和等于它们和的{\displaystyle n}阶累积量。另外，服从正态分布的随机变量的三阶及以上的累积量为{\displaystyle 0}。

## 定义
一个随机变量{\displaystyle X}的{\displaystyle n}阶累积量{\displaystyle \kappa _{n}}可以用累积生成函数来定义
{\displaystyle K(t)=\log \mathbb {E} e^{tX}=\sum _{n=1}^{\infty }\kappa _{n}{\frac {t^{n}}{n!}}=:g(t).}
从上面的观察可知，累积量可以通过对生成函数{\displaystyle g(t)}（在0处）进行求导得到。也就是说，累积量是{\displaystyle g(t)}的麦克劳林级数的系数。
{\displaystyle {\begin{aligned}\kappa _{1}&=g'(0)=\mu '_{1}=\mu ,\\\kappa _{2}&=g''(0)=\mu '_{2}-{\mu '_{1}}^{2}=\sigma ^{2},\\&{}\ \ \vdots \\\kappa _{n}&=g^{(n)}(0),\\&{}\ \ \vdots \end{aligned}}}
如果使用{\displaystyle X}（没有中心化）的{\displaystyle n}阶矩{\displaystyle \mu _{n}^{\prime }=\mathbb {E} (X^{n})}和矩生成函数则可以定义：
{\displaystyle \mathbb {E} (e^{tX})=1+\sum _{m=1}^{\infty }\mu '_{m}{\frac {t^{m}}{m!}}=e^{g(t)}.}
使用形式幂级数定义的对数函数：
{\displaystyle {\begin{aligned}g(t)&=\log(\operatorname {E} (e^{tX}))=-\sum _{n=1}^{\infty }{\frac {1}{n}}\left(1-\operatorname {E} (e^{tX})\right)^{n}=-\sum _{n=1}^{\infty }{\frac {1}{n}}\left(-\sum _{m=1}^{\infty }\mu '_{m}{\frac {t^{m}}{m!}}\right)^{n}\\&=\mu '_{1}t+\left(\mu '_{2}-{\mu '_{1}}^{2}\right){\frac {t^{2}}{2!}}+\left(\mu '_{3}-3\mu '_{2}\mu '_{1}+2{\mu '_{1}}^{3}\right){\frac {t^{3}}{3!}}+\cdots .\end{aligned}}}
随机变量的累积量和随机变量的矩密切相关。比如说，随机变量X有期望{\displaystyle \scriptstyle \mu =\mathbb {E} (X)}和方差 {\displaystyle \scriptstyle \sigma ^{2}=\mathbb {E} \left(|X-\mu |^{2}\right)} ，那么它们也是前两阶的累积量： {\displaystyle \scriptstyle \mu =\kappa _{1},\,\sigma ^{2}=\kappa _{2}}。
要注意有时候{\displaystyle n}阶矩会用角括号来表示：{\displaystyle \mu '_{n}=\operatorname {E} (X^{n})=\langle X^{n}\rangle \,}，累积量则用下标{\displaystyle c}的角括号表示：{\displaystyle \kappa _{n}=\langle X^{n}\rangle _{c}.\,}。
如果随机变量的矩生成函数不存在，那么可以通过后面对于累积量与矩之间的关系的讨论定义累积量。
有些作者偏向于定义累积生成函数为随机变量的特征函数诱导的自然对数。这种定义下的累积生成函数也被称为随机变量的第二类特征函数。
{\displaystyle h(t)=\sum _{n=1}^{\infty }\kappa _{n}{\frac {(it)^{n}}{n!}}=\log(\operatorname {E} (e^{itX}))=\mu it-\sigma ^{2}{\frac {t^{2}}{2}}+\cdots .\,}

## 统计数学中的应用
使用累积量的一个优势是它对应的生成函数是加性函数。比如说对两个独立的随机变量{\displaystyle X}和{\displaystyle Y}，
{\displaystyle {\begin{aligned}g_{X+Y}(t)&=\log(\operatorname {E} (e^{t(X+Y)}))=\log(\operatorname {E} (e^{tX})\operatorname {E} (e^{tY}))\\&=\log(\operatorname {E} (e^{tX}))+\log(\operatorname {E} (e^{tY}))=g_{X}(t)+g_{Y}(t).\end{aligned}}}
它们的和的累积量是各自的累积量的和。

## 一些具体概率分布的累积量
- 常量{\displaystyle X=\mu }的累积生成函数是 {\displaystyle K(t)=\mu t}。 一阶累积量是{\displaystyle \kappa _{1}=K'(0)=\mu },其他阶的累积量均为0， {\displaystyle \kappa _{2}=\kappa _{3}=\kappa _{4}=...=0}。
- 服从伯努利分布的随机变量的累积生成函数是 {\displaystyle K(t)=log(1-p+pe^{t})}。一阶累积量是{\displaystyle \kappa _{1}=K'(0)=p}，二阶累积量是{\displaystyle \kappa _{2}=K''(0)=p(1-p)},累积量满足递推公式

{\displaystyle \kappa _{n+1}=p(1-p){\frac {d\kappa _{n}}{dp}}.}
- 服从几何分布的随机变量的累积生成函数是{\displaystyle K(t)=log({\frac {p}{1+(p-1)e^{t}}})}。 一阶累积量是{\displaystyle \kappa _{1}=K'(0)=p^{-1}-1}，二阶累积量是{\displaystyle \kappa _{2}=K''(0)=\kappa _{1}p^{-1}}。
- 服从泊松分布的随机变量的累积生成函数是{\displaystyle K(t)=\mu {e^{t}-1}}。所有的累积量均等于参数{\displaystyle \mu }: {\displaystyle \kappa _{1}=\kappa _{2}=\kappa _{3}=...=\kappa _{n}=\mu }。
- 服从二项分布的随机变量的累积生成函数是{\displaystyle K(t)=nlog(1-p+pe^{t})}。 一阶累积量是{\displaystyle \kappa _{1}=K'(0)=np}，二阶累积量是{\displaystyle \kappa _{2}=K''(0)=\kappa _{1}(1-p)}。
- 服从负二项分布的随机变量的累积生成函数的导数是{\displaystyle K'(t)={\frac {n}{{\frac {1}{(1-p)e^{t}}}-1}}}。一阶累积量是{\displaystyle \kappa _{1}=K'(0)=n({\frac {1}{p}}-1)}，二阶累积量是{\displaystyle \kappa _{2}=K''(0)=\kappa _{1}p^{-1}}。